# LAV-25
Il LAV-25 è un veicolo corazzato adottato e impiegato dall'US Marine Corps.
Dopo che il MOWAG Piranha ebbe ottenuto un notevole successo nel mercato internazionale, e in particolare in Canada con l'esperienza della versione LAV I, è stato scelto e adottato anche dall'U.S. Marine Corps come veicolo da combattimento della fanteria, grazie soprattutto alle sue caratteristiche di leggerezza, facilità di trasporto e mobilità.

## Programma
Sebbene le forze armate statunitensi avessero molti veicoli da combattimento validi, erano troppo pesanti per essere facilmente trasportati per mare. I Marines avevano alcuni problemi con i mezzi terrestri da combattimento per la fanteria perché l'AAV7 era eccellente in termini di capacità anfibie e numero di soldati portati, ma troppo grosso per operare efficacemente a terra, e quindi aveva qualche difficoltà per quanto concerne la mobilità. Anche l'esercito si trovava in una simile situazione, avendo a disposizione mezzi troppo pesanti per essere aviotrasportati e rischierati rapidamente, mentre alcuni corpi, come nel caso dei paracadutisti, mancavano totalmente di corazzati.

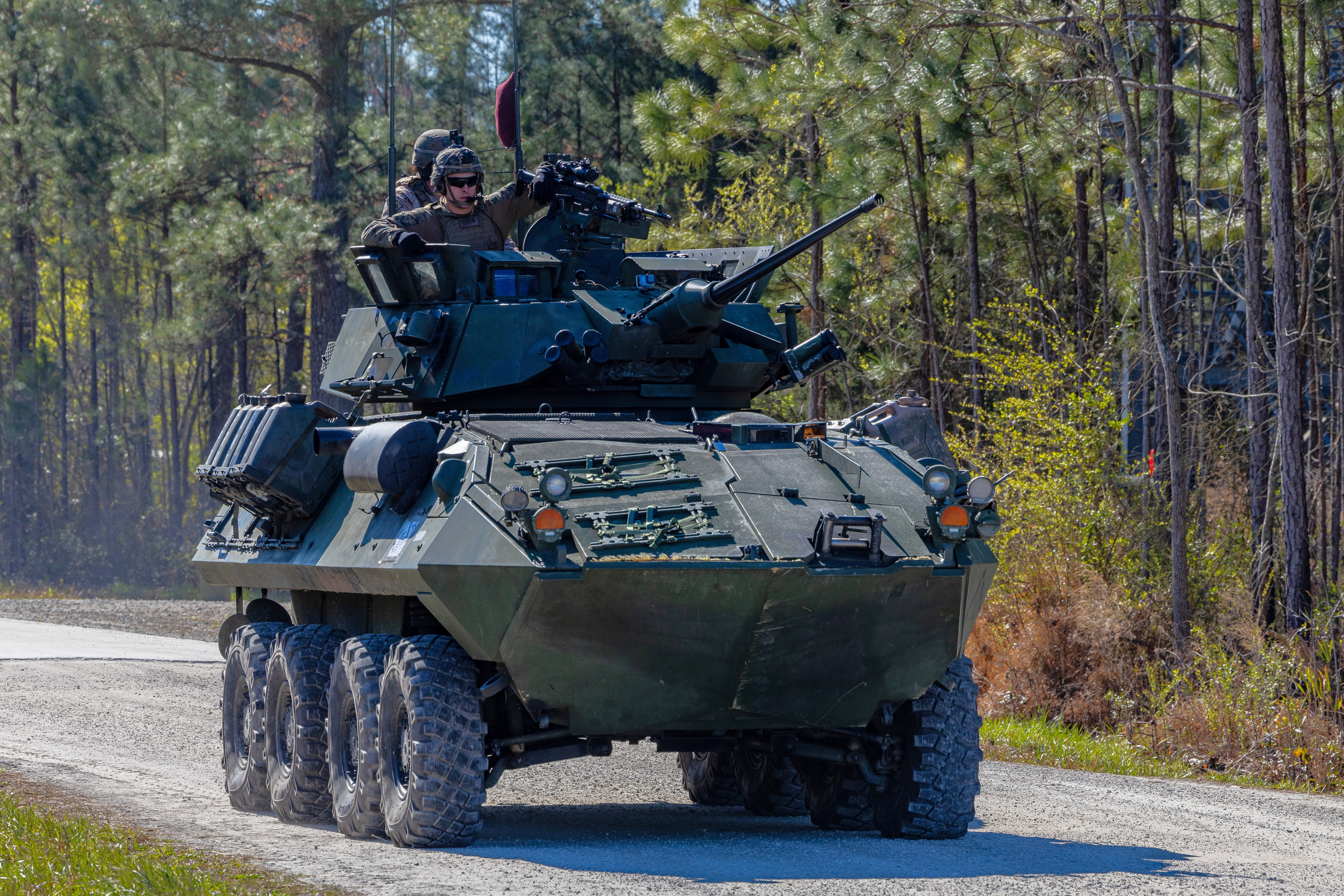
LAV-25A2.

Emerse così la necessità di veicoli ruotati, anfibi e leggeri a sufficienza per essere aviotrasportati anche da elicotteri CH-53. Nel 1981 fu bandita una competizione per il nuovo mezzo che sarebbe stato vitale per la nuova RDF (Rapid Deployment Force, forza di dispiegamento rapido), concetto, nato con la ritrovata volontà di protagonismo degli USA dopo la crisi degli anni settanta, e indirizzati segnatamente per i Marines e le unità dell'esercito "leggere".

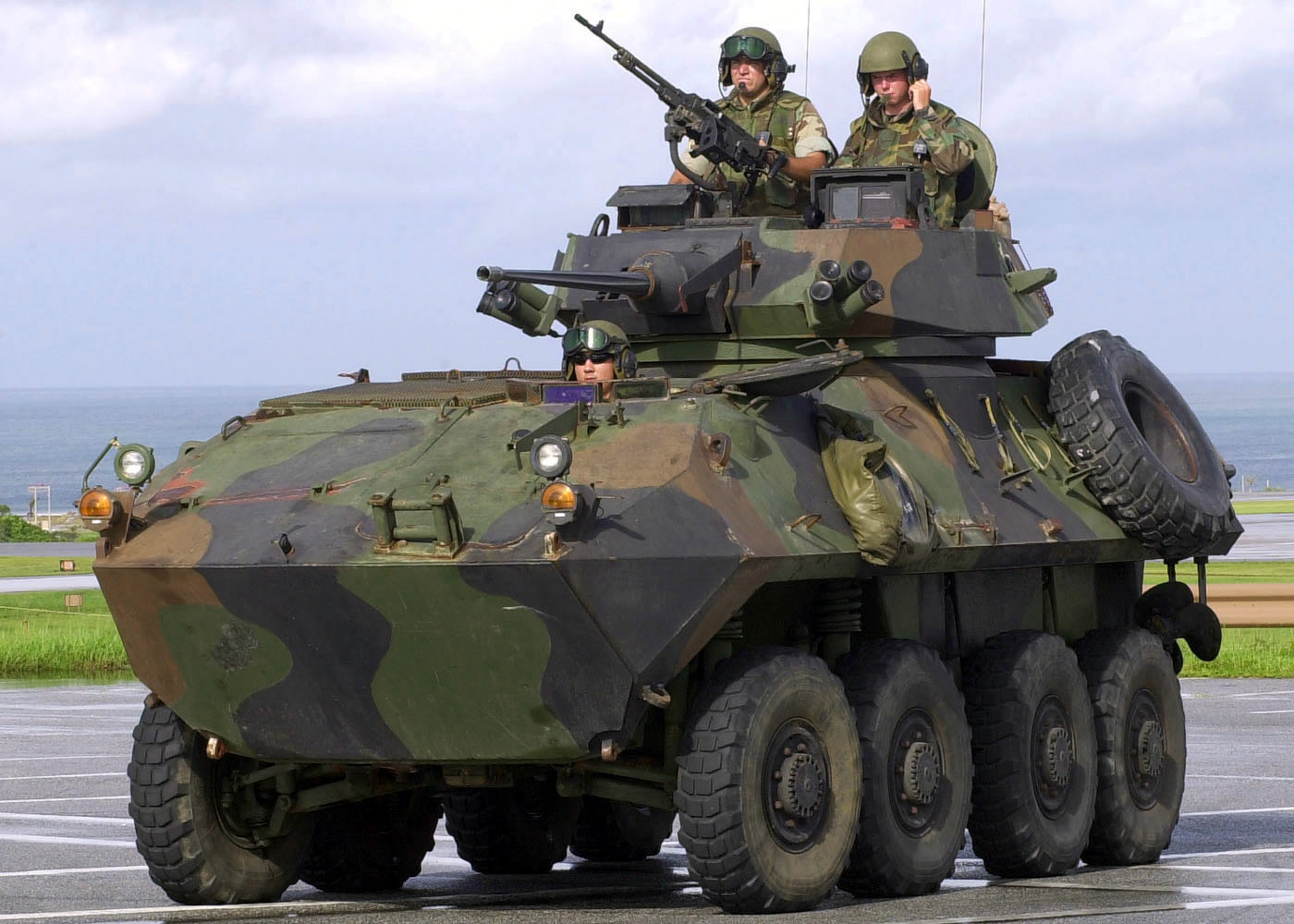
Un LAV-25 dell'U.S. Marine Corps durante un'operazione di pattugliamento.

Le richieste partirono dai Marines direttamente a 20 ditte occidentali, 6 delle quali risposero con proposte concrete e 3 presentarono veicoli di prova: la Alvis, con lo FV101 Scorpion e il derivato APC Stormer, la Cadillac Gage con il Commando V-150, e la General Motors con il MOWAG Piranha 8x8. Nel 1983 fu scelto quest'ultimo e un contratto per 60 veicoli, dal costo di 30 milioni di dollari, fu passato alla ditta vincitrice.
L'anno seguente ci fu una battuta d'arresto perché l'esercito decise di ritirarsi dal programma, lasciando solo i Marines ad approvvigionarsi con il nuovo mezzo. Ma ormai era deciso: il LAV-25 sarebbe stato il mezzo da combattimento della fanteria americana su ruote, e circa 1400 veicoli furono ordinati con un valore di circa 477 milioni di dollari.

## Caratteristiche tecniche
Il LAV-25 è un veicolo da combattimento per le truppe, con una torretta biposto e 8 ruote motrici. Si tratta di uno sviluppo del MOWAG Piranha con la struttura più pesante e potente disponibile.

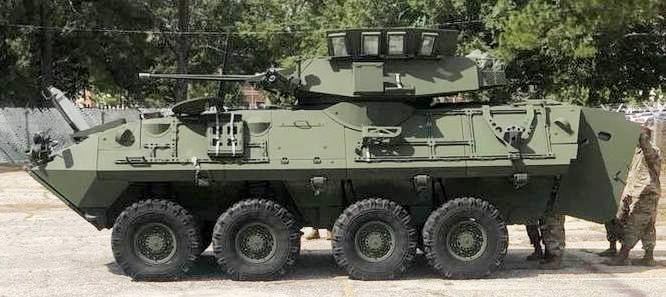
Una vista laterale del LAV'25.

Il pilota è a sinistra del veicolo, con il motore a destra, mentre il capocarro non è alloggiato dietro il pilota ma in torretta, assieme al cannoniere. Il cannone automatico da 25 mm, con una mitragliatrice da 7,62 coassiale, è l'armamento scelto per tale mezzo. Con una capacità di fuoco a ripetizione automatica, un sensore a immagine termica, proiettili perforanti e precisi, muniti di nuclei decalibrati all'uranio impoverito (capacità di perforazione stimata circa 70 mm a 1000 metri), esso garantisce un potere di fuoco micidiale. Il mezzo è peraltro leggermente protetto e quindi vulnerabile ai colpi di grosso calibro, d'altronde pesa la metà di un M2 Bradley ed è dotato di ruote.

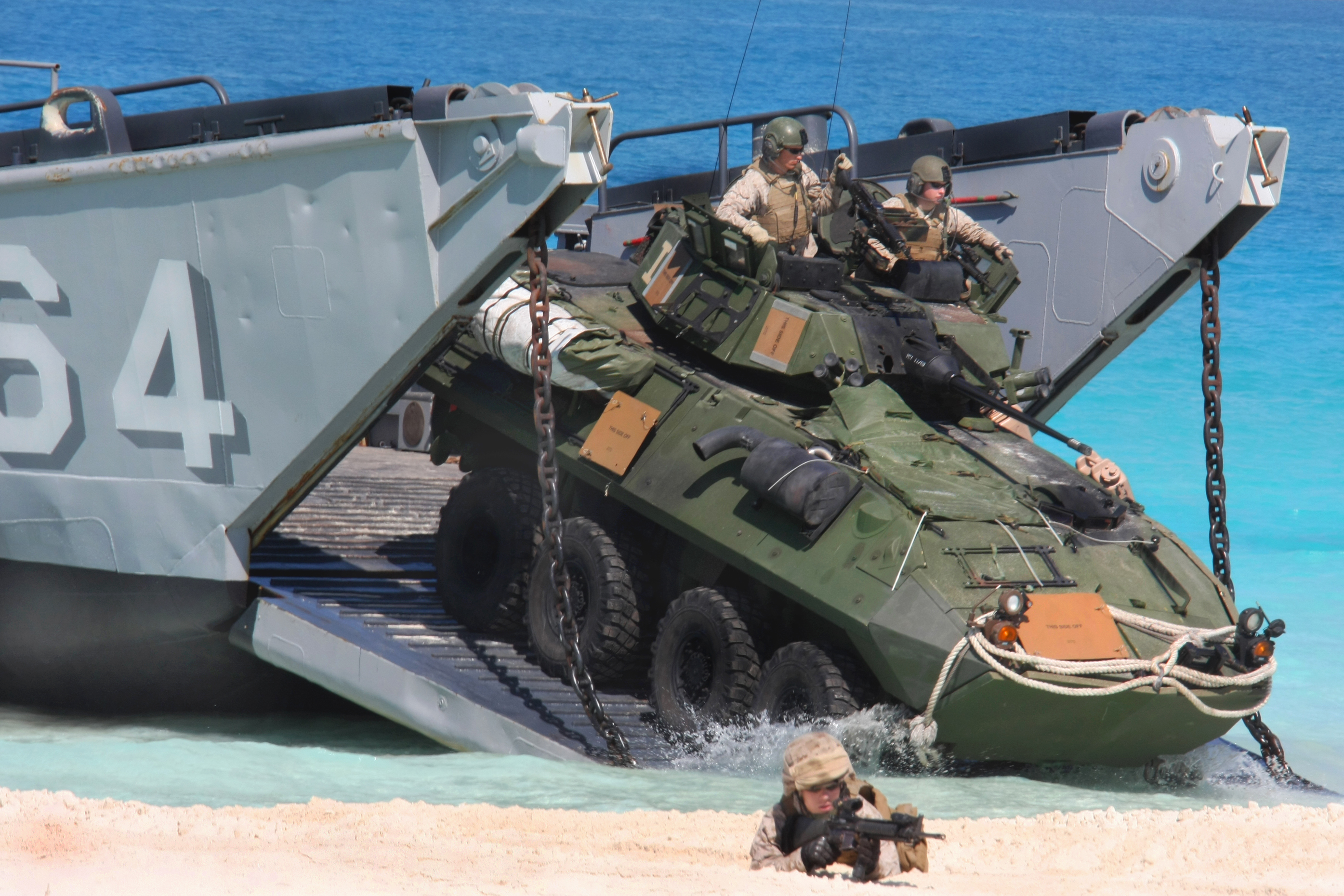
Un LAV-25 mentre scende da un mezzo da sbarco.

Lo sviluppo della versione da appoggio tattico, chiamata LAV-AG (Assault Gun), è invece finita in un vicolo cieco. Il mezzo con cannone da 90 mm, nonostante il grande interesse suscitato, non è stato adottato dall'US Marine Corps, perché per esigenze logistiche si è preferito un cannone da 105 mm analogo a quello impiegato dai carri armati. Tale arma ha avuto uno sviluppo travagliato, perché ha mostrato di possedere un rinculo eccessivo per un veicolo da 13 tonnellate. Quando sembrava che i problemi fossero risolti, esigenze di bilancio portarono a interrompere il programma.

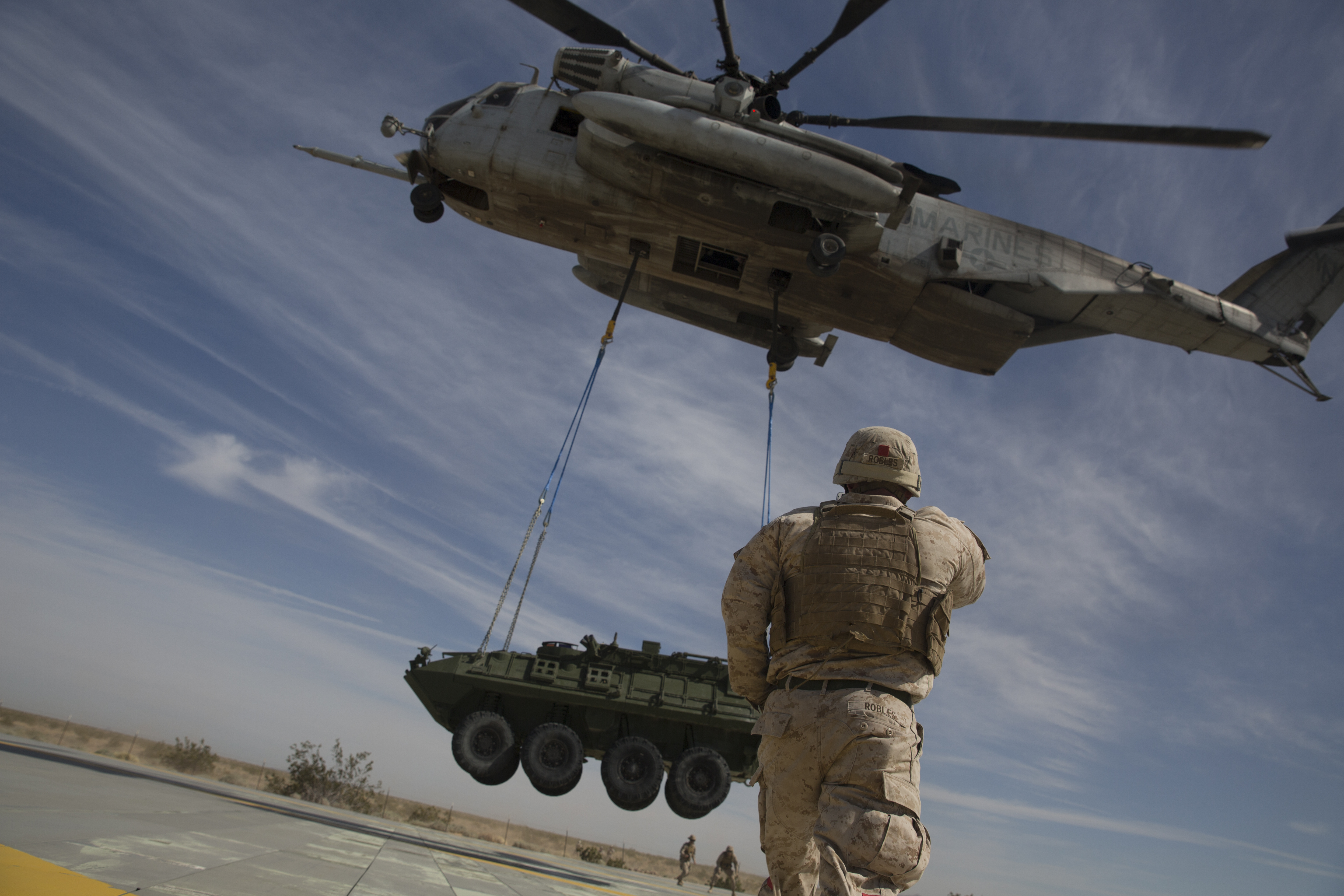
Un LAV-25 trasportato da un elicottero CH-53E.

Le capacità di movimento e le qualittà anfibie del LAV-25 sono eccellenti grazie all'ottimo rapporto potenza/peso. Nell'insieme è un veicolo assai soddisfacente, anche se molto costoso (500.000 dollari all'inizio degli anni ottanta).

## Servizio operativo
Il mezzo aveva già avuto successo e ottenuto consensi anche in Canada, con il precedente LAV I, nelle versioni 6x6 Cougar, Grizzly e Husky, e il successivo LAV II, con le versioni 8x8 Coyote e Bison. E furono appunto i LAV canadesi che ispirarono il progetto e la costruzione del LAV-25 statunitense, tanto da poter riconoscere l'appartenenza dei veicoli alla stessa famiglia.

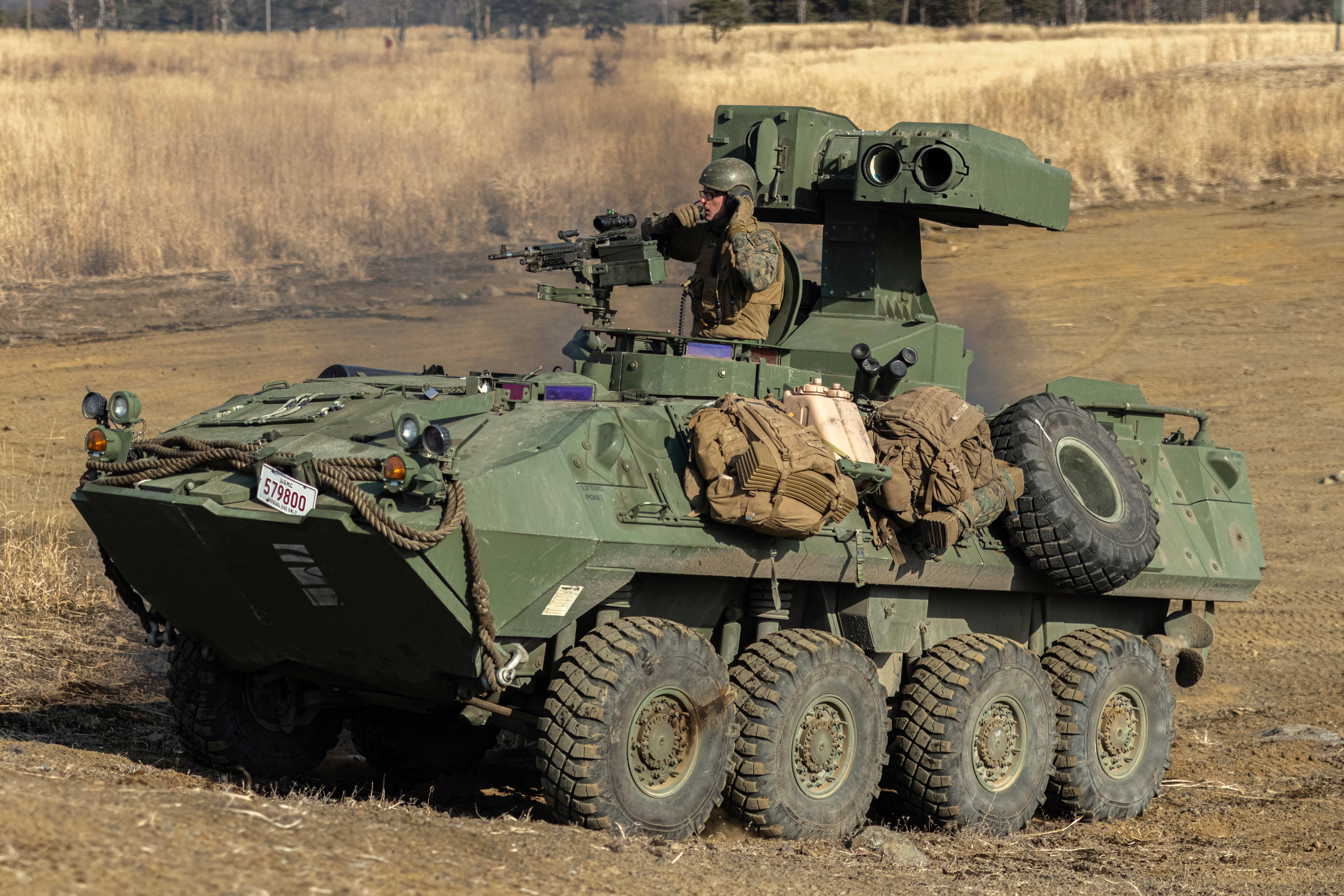
La versione LAV-AT con missili anticarro.

Inoltre anche in Arabia Saudita il successo fu significativo, e infatti dopo la guerra del 1991, furono ottenuti oltre 1100 LAV in ben 10 versioni tra cui lanciamissili anticarro, mortaio pesante da 120 mm, recupero e comando.

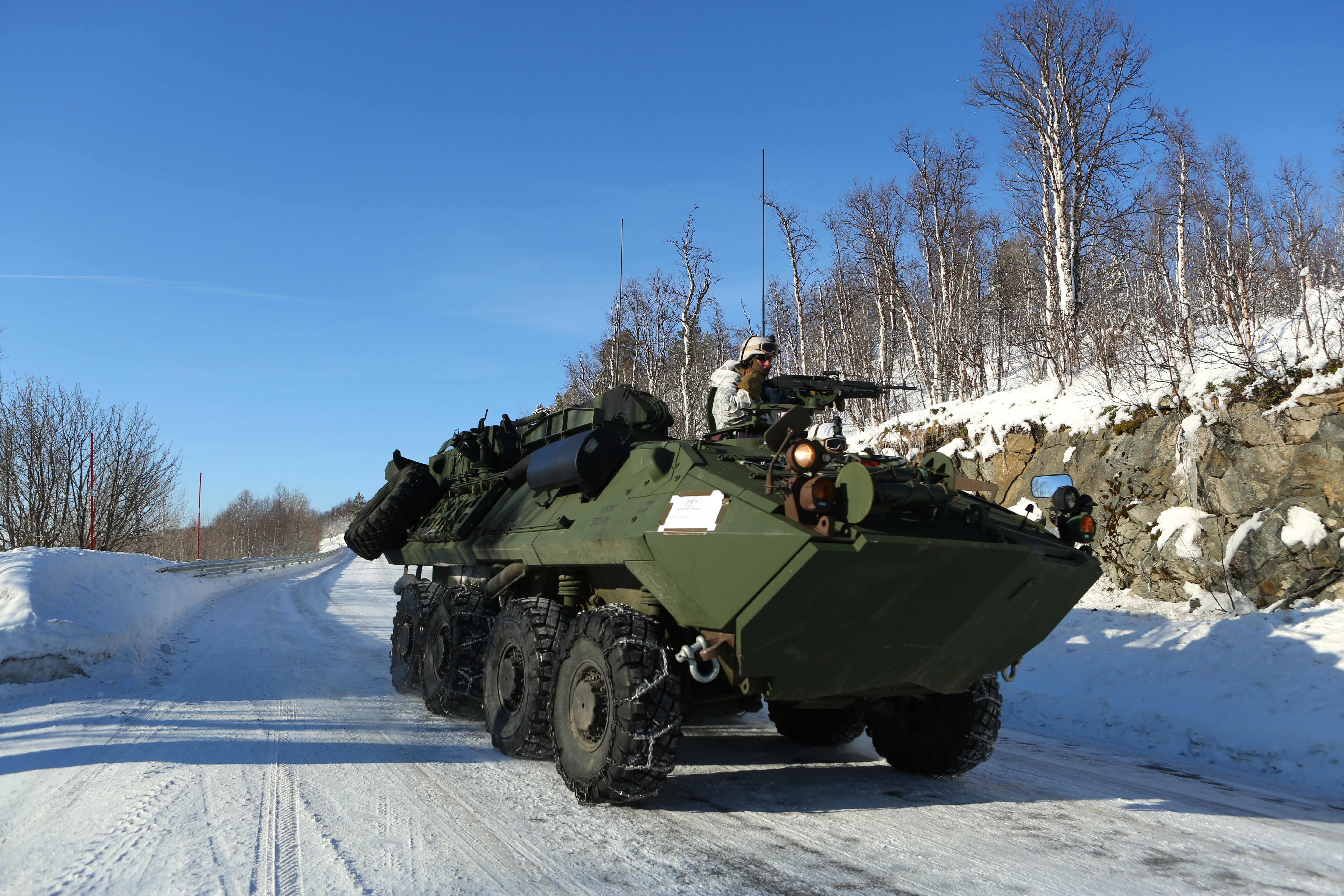
La versione LAV-R.

Le versioni presenti nel corpo dei Marines sono invece APC base, LAV-M mortaio da 81 mm, LAV-R veicolo recupero/officina, LAV-C, comando e controllo, LAV-AT con missili TOW e altri ancora. I LAV-25 hanno operato intensamente in Iraq, affiancati dal più pesante Stryker, estrema evoluzione del LAV adottato in seguito dall'US Army, e decisamente meglio corazzato.